# Корнациська
Корнациська (пол. Kornaciska) — село в Польщі, у гміні Длуґосьодло Вишковського повіту Мазовецького воєводства.
Населення — 189 осіб (2011).
У 1975-1998 роках село належало до Остроленцького воєводства.

## Демографія
Демографічна структура станом на 31 березня 2011 року:
|          | Загалом | Допрацездатний вік | Працездатний вік | Постпрацездатний вік |
| -------- | ------- | ------------------ | ---------------- | -------------------- |
| Чоловіки | 91      | 22                 | 60               | 9                    |
| Жінки    | 98      | 30                 | 46               | 22                   |
| Разом    | 189     | 52                 | 106              | 31                   |